# Sinagoga

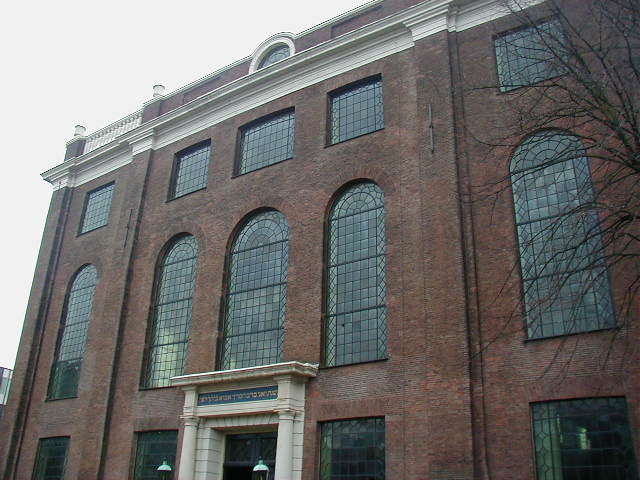
Sinagoga Portuguesa de Amesterdão.

Sinagoga ou esnoga (do grego antigo συναγωγή, transl. synagoguē: 'assembleia', 'reunião') é o templo religioso da religião judaica. Tem como objeto central a Arca da Torá. Os serviços religiosos da sinagoga são realizados todos os dias, desde que se forme um quórum, sendo que algumas vezes o culto envolve leituras da Torá, cujos rolos são retirados da Arca (heikhal) e transportados até o púlpito (Tebá).

## Etimologia

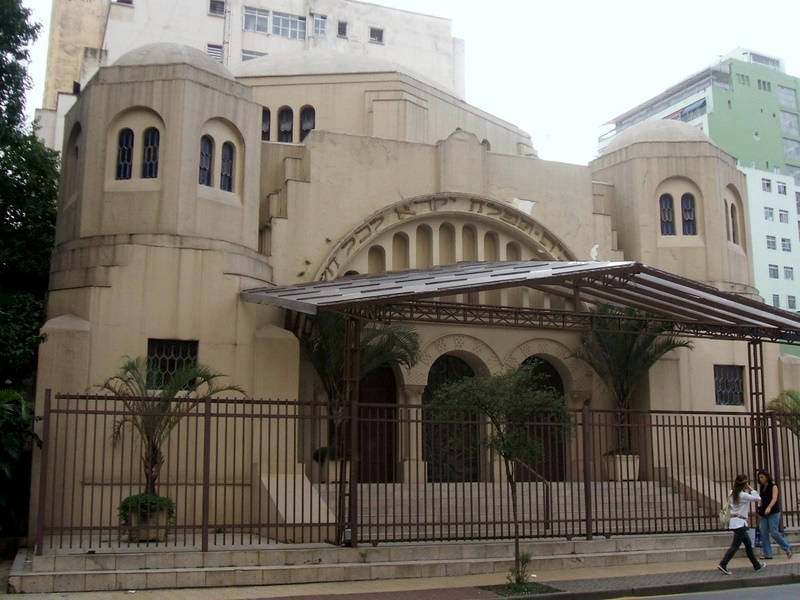
Sinagoga Beth-El na cidade de São Paulo, no Brasil.

O termo "sinagoga" tem origem na palavra grega συναγωγή, composta de σύν [sýn], “com, junto”, e ἄγω ['ago], “conduta, educação”, cujo significado seria "assembleia".
Em língua hebraica, o templo recebe o nome de בית כנסת, transl. beit knésset, significando "casa de reunião". Também pode ser chamado בית תפילה, beit tefila: "casa de oração". Em iídiche, o termo equivalente é šul ou shul (שול), do latim schola, através do alemão Schule, o que expressa o hábito de se referir à sinagoga como escola. Um exemplo desse uso é a Piazza delle Cinque Scole, no velho Gueto de Roma. Entre judeus da nação portuguesa é comum o uso do termo esnoga ou das variantes esnoa e scola. Entre judeus reformistas é comum o nome de templo.

## Origem histórica

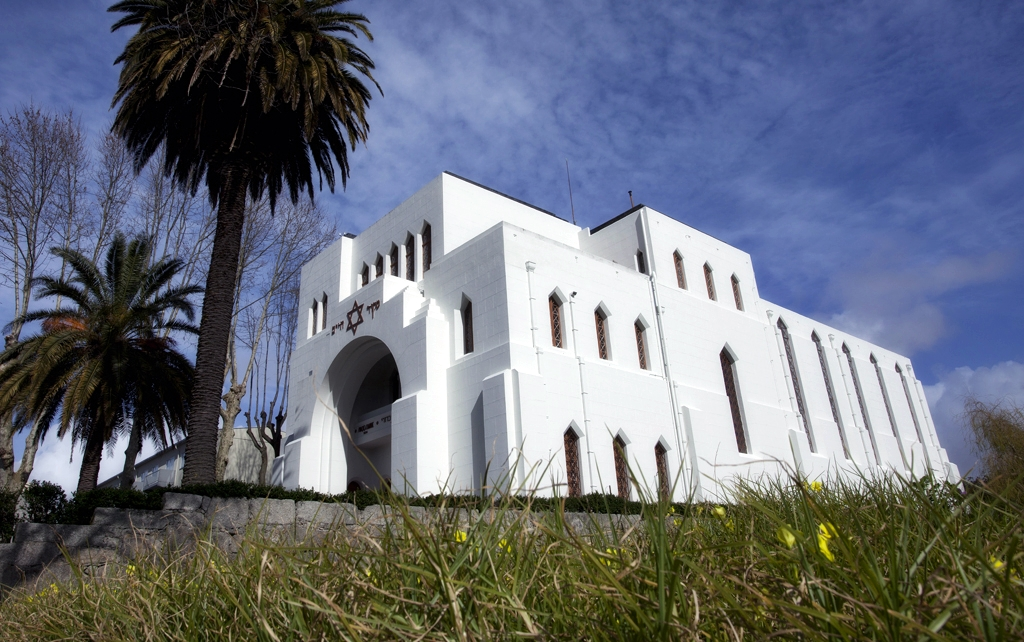
Sinagoga Kadoorie na cidade do Porto, Portugal.

Por volta de 587 a.C., o Reino de Judá foi conquistado pelos Babilónios e sua população dispersa. Depois do regresso do exílio na Babilônia que o judaísmo começou a se desenvolver, com o culto a centrar-se na sinagoga, um hábito adquirido na Babilônia devido à inexistência de um templo. A sinagoga passou a funcionar como um ponto de encontro dos judeus para as orações e para a leitura das Escrituras.
A sinagoga não se limita ao prédio. As reuniões religiosas dos fariseus no judaísmo pós-destruição do templo eram feitas em casas privadas, e ainda há sinagogas que reúnem-se em casas privadas. Naquele período a instituição da sinagoga popularizou-se. No século I da era comum havia cerca de 394 ou 480 na região de Jerusalém somente. A sinagoga mais antiga a ter um registro seria aquela de Jericó, perto das ruínas de um palácio Hasmoneus, descoberta junta a uma piscina de mikvah perto do Kelt Wadi pelo professor Ehud Netzer e primeira do século a.C.. Após a destruição do templo pelos romanos em 70 d.C., houve a proibição de erguer sinagogas na Palestina. Não obstante, há na região cerca de cem ruínas de sinagogas do período do segundo templo e dos primeiros séculos da era comum, como a notável Sinagoga de Cafarnaum.
Além do judaísmo rabínico, as sinagogas inspiraram locais de culto de outras religiões nascidas do mesmo período, como as sinagogas samaritanas, igrejas cristãs e kenesa caraítas.
Segundo descobertas arqueológicas recentes, a primeira sinagoga fundada nas Américas foi a Sinagoga Kahal Zur Israel, construída no Brasil em 1637 e cujas antigas ruínas encontram-se cuidadosamente preservadas na cidade de Recife, no mesmo local onde foi posteriormente construído o Centro Cultural Judaico do Estado de Pernambuco.

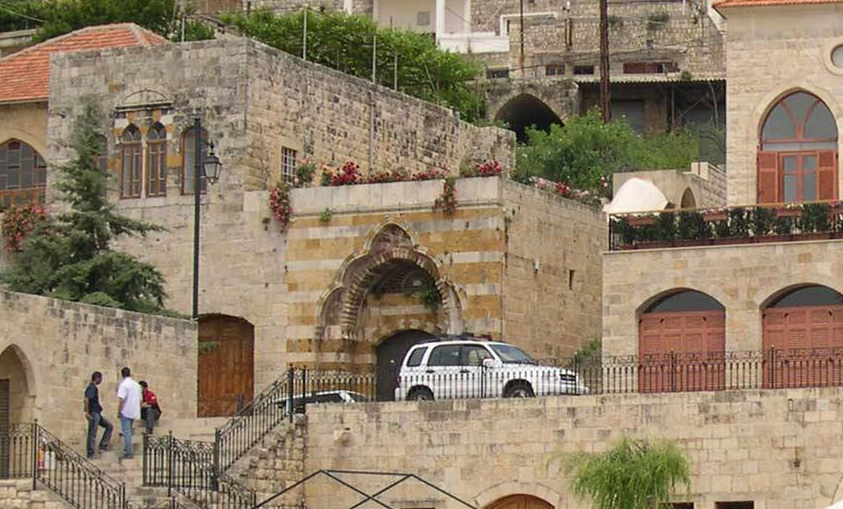
Sinagoga do Século 17 (XVII) na montanha Libanesa.

## Organização
As sinagogas geralmente possuem uma comissão administrativa. Uma comissão ad hoc de três membros adultos, com profundo conhecimento da halacá, formam o Bet Din, para exercer funções judiciárias. Um presidente leigo da congregação, chamado em hebraico de rosh haknesset, pode presidir sobre a disciplina, finanças, supervisão dos empregados, com o apoio de anciãos que formam um conselho, os parnas. Um bedel, o gabbai, é responsável pela manutenção e providenciar elementos dos serviços. Os serviços são presididos e cantados por um Chazan ou cantor. Hodiernamente tornou-se comum contratar rabinos para exercer funções congregacionais em uma sinagoga.

## Arranjos interiores

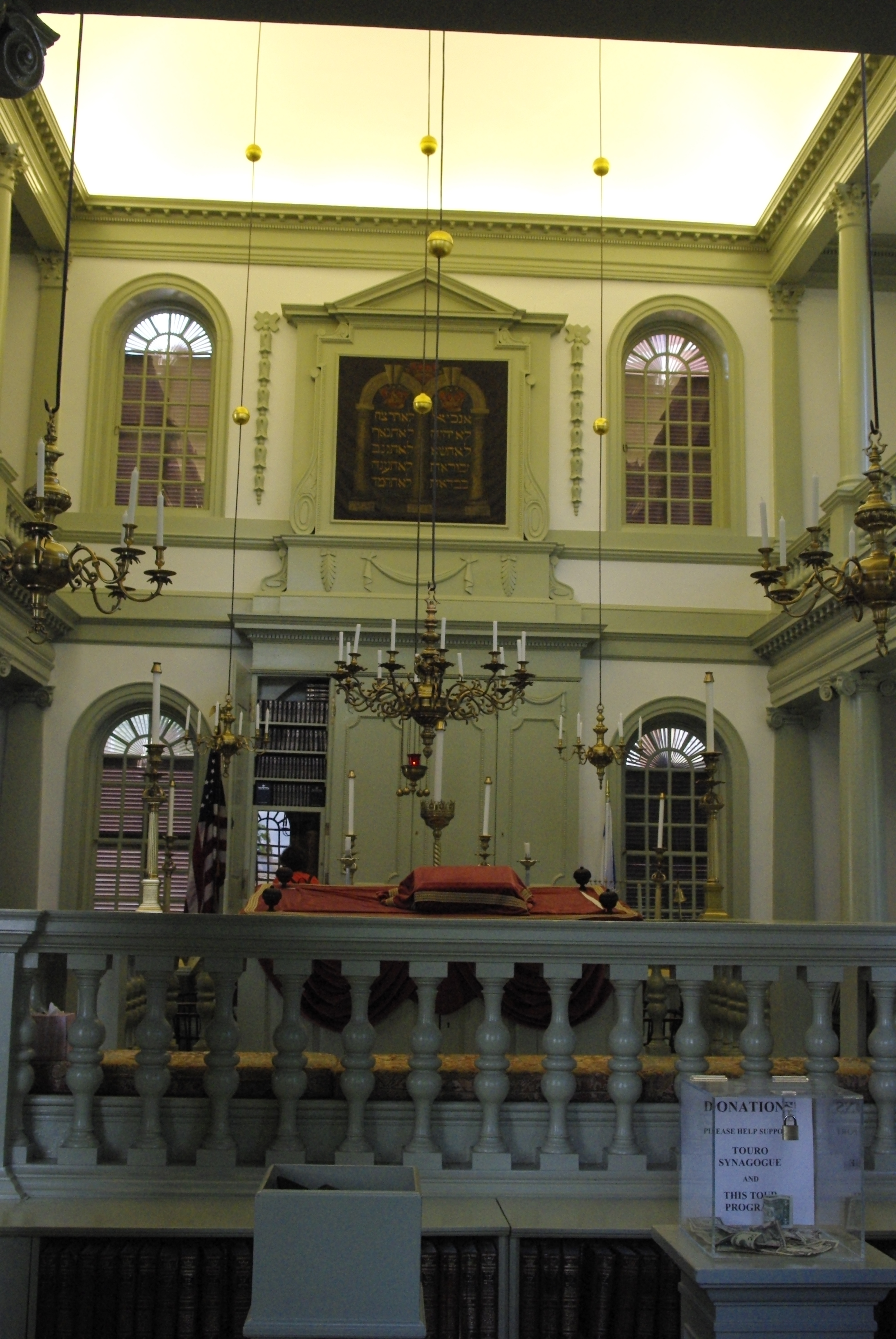
Sinagoga Touro em Newport, Rhode Island, EUA

Todas as sinagogas possuem um tebá, uma mesa central de onde a Torá é lida e outras orações são presididas. Oposto a ela encontra-se a arca dos rolos da Torá, chamado em hebraico de heikhal, posicionada para o Monte do Templo em Jerusalém.
Muitas sinagogas mantém uma lâmpada (ner tamid) acesa continuamente, além de menorás. Embora as sinagogas possam ser decoradas, retratos tridimensionais são vistos como violação da Torá.
Os assentos são geralmente arranjados ao redor da tebá e da arca. Em sinagogas ortodoxas se observam o mechitzah, separação de gêneros. As mulheres ou ficam em balcões, alas separadas com barreiras, fundos ou assentos designados, distintos dos homens.
Alguns elementos são opcionais. Há em várias sinagogas um dossel, sob o qual são realizado cerimônias matrimoniais. Algumas sinagogas preservam um assento reservado ao profeta Elias. Os arquivos das sinagogas, genizas, são importantes fontes para a preservação da história judia.
Salvo raríssimas exceções (como a Sinagoga Portuguesa de Amsterdão), não há órgãos ou outros instrumentos musicais nas sinagogas ortodoxas. Em sinagogas reformadas e liberais passou ser comum o uso de música instrumental nos serviços.